# 小行星6786
小行星6786（英語：6786 Doudantsutsuji）是一颗围绕太阳公转的小行星。1991年2月21日，伊野田繁、浦田武在烏山町发现了此天体。
这颗小行星的绝对星等为52.08730451260006等。